# Orca, la ballena asesina
Orca, la ballena asesina (Orca: The Killer Whale) es una película estadounidense dirigida por Michael Anderson, y protagonizada por Richard Harris y Charlotte Rampling, acerca de una orca. En las salas de los Estados Unidos se estrenó el 22 de julio de 1977, y en otros países, entre 1978 y 1979. El rodaje tuvo lugar entre la isla de Malta, California, Estados Unidos, y la península del Labrador, en Canadá.
Inspirada en la película de 1975 Tiburón, de la que retoma temas como los ataques de un animal marino así como el tema de la venganza, Orca, la ballena asesina es más similar en el drama y el suspense y menos en el terror. Las escenas del inicio de la película se filmaron con un tiburón capturado por Ron y Valerie Taylor, una pareja de expertos en tiburones que rodaron las escenas submarinas de la película de Steven Spielberg.

## Argumento
Rachel Bedford (Charlotte Rampling), una bióloga, dedicada al estudio de los cetáceos y amante de la vida submarina, intenta impedir que el capitán Nolan (Richard Harris), un pescador viudo, y toda su tripulación se dediquen a la caza de ballenas a cambio de dinero. A pesar de las protestas de Rachel, Nolan caza y mata a una orca hembra junto a la cría que esperaba. Tiempo después, comienzan a sucederse los ataques indiscriminados de un macho de la misma especie. La doctora está convencida de que era pareja de la hembra y padre de la  cría la orca macho empieza a vengarse de la muerte de su pareja y la de su hijo, ocasionando desastres en las ciudades costeras. Nolan es quien después decide enfrentar y desafiar a la orca macho en el polo ártico junto con la doctora Bedford. Allí Nolan halla la muerte en pleno enfrentamiento, cuando la orca macho lo lanza de un coletazo contra un muro de hielo. Finalmente, después de cumplir su venganza, el animal se retira tristemente en búsqueda de su propio destino.

## Reparto
- Richard Harris - Capitán Nolan
- Charlotte Rampling - Rachel Bedford
- Will Sampson - Umilak
- Bo Derek - Annie
- Keenan Wynn - Novak
- Peter Hooten - Paul
- Robert Carradine - Ken
- Scott Walker - Al Swain
- Yaka y Nepo - Orca